# Пауелс Кросроудс (Тенеси)
Пауелс Кросроудс (енгл. Powells Crossroads) град је у америчкој савезној држави Тенеси.

## Демографија
По попису из 2010. године број становника је 1.322, што је 36 (2,8%) становника више него 2000. године.
| Група             | 2000.         | 2010.         |
| Белци             | 1.269 (98,7%) | 1.295 (98,0%) |
| Афроамериканци    | 2 (0,2%)      | 3 (0,2%)      |
| Азијати           | 1 (0,1%)      | 0 (0,0%)      |
| Хиспаноамериканци | 8 (0,6%)      | 9 (0,7%)      |
| Укупно            | 1.286         | 1.322         |